# Elis (1966)
Elis è un album della cantante brasiliana Elis Regina, pubblicato nel 1966 dalla Philips Records (LP P 765.001 L).

## Tracce
1. Roda - (João Augusto, Gilberto Gil) -
2. Samba em paz - (Caetano Veloso) -
3. Pra dizer adeus - (Edu Lobo, Torquato Neto) -
4. Estatuinha - (Gianfrancesco Guarnieri, Edu Lobo) -
5. Veleiro - (Edu Lobo, Torquato Neto)   -
6. Boa palavra - (Caetano Veloso) -
7. Lunik 9 - (Gilberto Gil) -
8. Tem mais samba - (Chico Buarque) -
9. Sonho de Maria - (Paulo Sergio Valle, Marcos Valle) -
10. Tereza sabe sambar - (Francis Hime, Vinicius de Moraes) -
11. Carinhoso - (Pixinguinha, João de Barro) -
12. Canção do sal - (Milton Nascimento) -

## Formazione
- Elis Regina - voce
- Bossa Jazz Trio (tracce #1, #3, #4, #5, #6, #8, #9, #10)[1]
  - Amilson Godoy - pianoforte
  - Jurandir Meirelles - contrabbasso
  - José Roberto Sarsano - batteria
- Luiz Loy Quinteto